# Burj Khalifa
Burj Khalifa (àrab: برج خليفة, Burj Ḫalīfa, ‘Torre de Khalifa’), prèviament coneguda com a Burj Dubai (‘Torre de Dubai’), és un gratacel situat a Dubai, Emirats Àrabs Units, i és l'estructura més alta mai feta pels humans, amb 829,82 metres. La construcció començà el 21 de setembre del 2004, es completà l'estructura exterior l'1 d'octubre del 2009, i l'edifici s'inaugurà oficialment el 4 de gener del 2010. L'edifici és part d'una zona de 2 km² anomenada Downtown Burj Khalifa, prop del districte financer de Dubai.
L'estudi d'arquitectura i enginyeria encarregat del projecte va ser Skidmore, Owings and Merrill, de Chicago. La constructora principal fou Samsung C&T, de Corea del Sud, que també havia construït el Taipei 101 de Taiwan (508 metres) i les Torres Petronas de Kuala Lumpur (452 metres).
L'acabament del projecte va coincidir amb la crisi financera de 2007-2010 i amb un excés de construcció al país. Amb Dubai sumit en el deute de les seves grans ambicions, el govern es va veure obligat a buscar rescats multimilionaris a Abu Dhabi, el seu emirat veí ric en petroli. Posteriorment, en una acció inesperada a la cerimònia d'obertura, la torre va passar a anomenar-se Burj Khalifa, en honor del president dels Emirats Àrabs Units Khalifa bin Zayed Al Nahayan pel seu suport «crucial».

## Antecedents
El seu dissenyador i creador va ser l'arquitecte mexicoamericà Adrian D. Smith. En un principi, la Burj Khalifa havia de tenir el nom de «Grollo Tower», mesurar 570 metres per convertir-se en l'edifici més alt del món i situar-se a Austràlia. La forma del gratacel no tenia res a veure amb el disseny actual. Havia de prendre la forma d'un prisma amb una punta il·luminada.
Més tard, el seu disseny començava a semblar més alt amb una alçada de més de 600 metres. Un cop ja ubicat a la ciutat de Dubai, el seu dissenyador i creador decidí que l'altura del gratacel superaria els 700 metres d'alçada.
Va ser llavors quan es va crear el model que actualment es coneix, basat en els arcs àrabs i la forma d'una flor que es cultivava als Emirats Àrabs Units i a l'Índia: la Hymenocallis. Es va proposar que mesurés fins a 818 metres d'alçada, a mitjans de 2008 la constructora anuncià que l'alçada s'augmentaria en un 20%. A mitjans de 2006 alguns informes apuntaven que el gratacel podria arribar als 940 metres d'alçada i alguns mesos després un disseny mostrava una alçada aparent d'uns 1.311 metres d'altitud.

## Estructura
El disseny de la Burj Khalifa està basat en la forma geomètrica d'una flor, la Hymenocallis blanca de sis pètals conreada a la regió, de la qual l'harmoniosa estructura va donar inspiració al projecte. Però, en definitiva, es reconfigurà per a arribar a transformar-se en tres pètals principals com nodes que es defineixen com les «ales» o seccions laterals, siguin aquestes parts de l'hotel, oficines o residències. Aquestes ales o seccions frontals ascendeixen cadascuna a diferent alçada i van fent que l'estructura de l'edifici vagi sent més petita. La posició de les ales forma una escala a caragol amb direcció cap a l'esquerra, que envolta l'edifici i serveix per contrarestar els forts vents i les nombroses tempestes de sorra de Dubai.

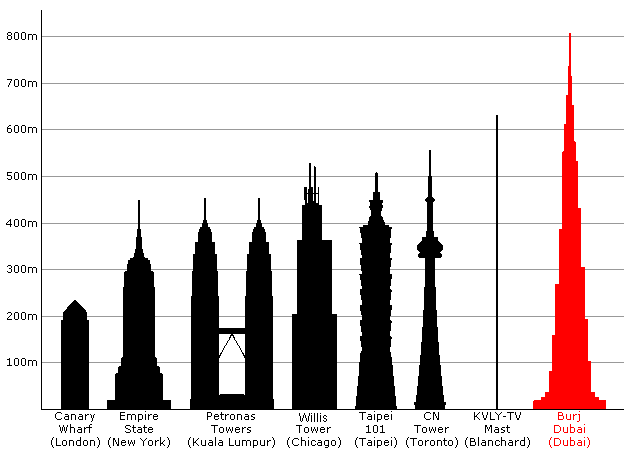
La Burj Khalifa comparat amb d'altres grans estructures

La Burj Khalifa compta amb sis nivells mecànics on se situa la maquinària que regirà els sistemes de l'edifici. Cinc d'aquests pisos es poden distingir a la façana de l'edifici, ja que són més grans que les altres plantes i presenten un disseny de vidre diferent. El sisè pis mecànic es troba a les primeres plantes de l'edifici. A partir de l'últim nivell mecànic de la Burj Khalifa localitzat a més de 500 metres d'altitud, acaben les ales i només queda el «pinyol» o «cor» de l'edifici, el qual comença a empetitir mentre puja fins que acaba en una punta que és l'antena.
L'edifici, fins als 586 metres està fet de formigó reforçat. A partir del pis 156 (586 metres) i en endavant, les plantes estan fetes d'acer, la qual cosa les fa més lleugeres. La fonamentació d'aquest edifici és la més gran mai construïda, ja que té un sistema de pilons d'1,5 metres de diàmetre a la base i més de 50 metres de profunditat.
La façana de l'edifici està completament entapissada per panells de vidre, que ocupen una àrea de 142.000 m². Cada panell està fet de vidre reflectant i compta amb seccions d'alumini i acer. Els panells estan tancats hermèticament i no deixen que la temperatura a l'interior de l'edifici s'incrementi.

## Dades generals

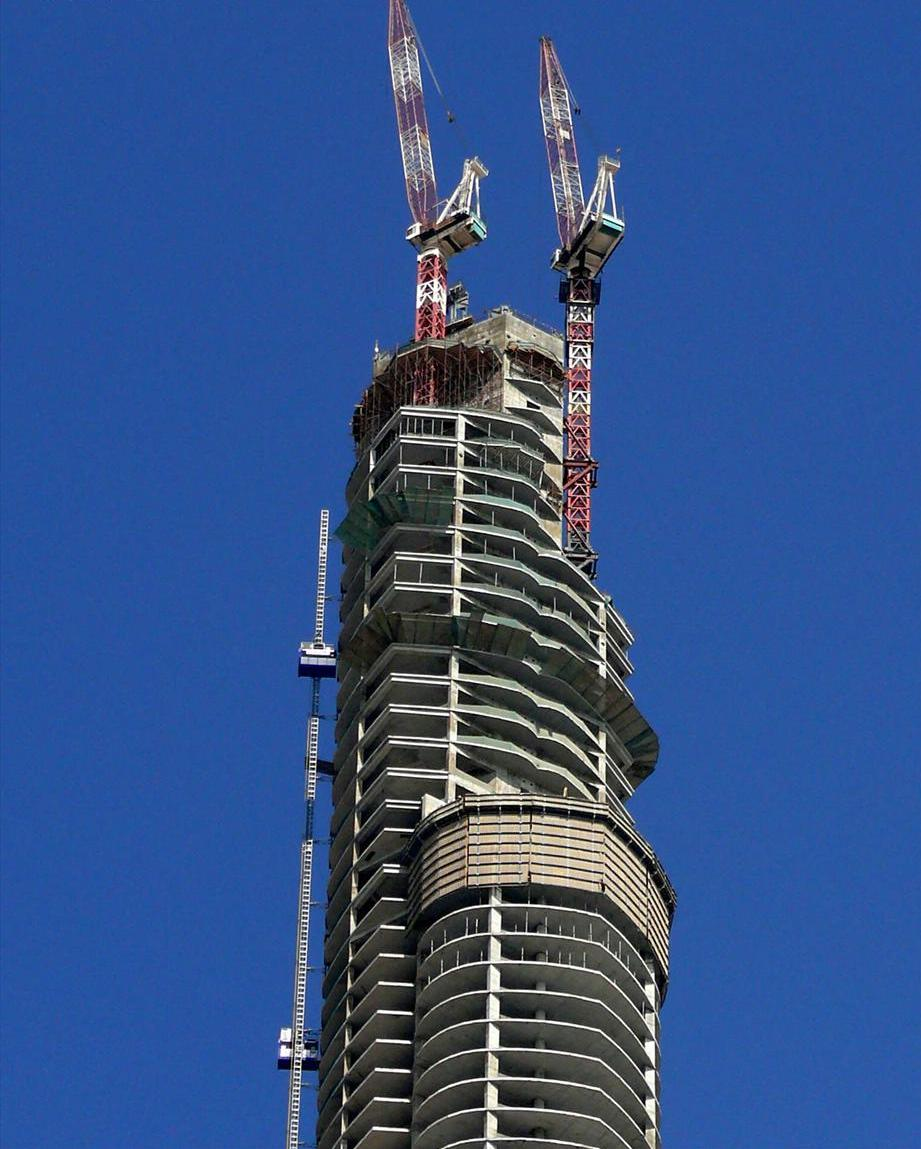
Final de l'estructura de formigó i inici de l'estructura d'acer

Es localitza a la part central de les costes de Dubai al costat de l'avinguda Sheik Sayed Road (a l'avinguda principal de Dubai). La data original d'obertura de l'edifici havia de ser el 31 de desembre de 2008, encara que, a causa d'un retard en la construcció, la inauguració es veié retardada fins al gener del 2010.
La construcció d'aquest gratacel no es deu a motius de manca d'espai (com succeeix a la ciutat de Nova York). La ciutat de Dubai gaudeix d'àmplies extensions de desert per aixecar grans edificis, el gratacel, igual que altres projectes, busca atraure l'atenció del món sobre la ciutat, a causa d'una aposta de Dubai sobre la seva economia la qual estarà basada quasi exclusivament en el turisme. Aquesta és la principal raó per la qual molts d'aquests complexos estiguin sent construïts en aquesta ciutat, la qual s'ha guanyat el lema «La ciutat més ràpida a créixer». La Burj Khalifa forma part dels megaprojectes de Dubai, on també hi ha les Illes Palm, Dubailand entre d'altres.
La Burj Khalifa es troba en un complex residencial i comercial denominat «Centre de la ciutat de Burj Dubai» el qual inclou el centre comercial més gran del món: el Dubai Mall, un llac artificial d'unes 12 hectàrees d'extensió amb la font més llarga del món, el Burj Dubai Llac Hotel & Serviced Apartments, el Burj Dubai Mall Hotel i també 19 torres residencials.
Dins de la Burj Khalifa es troba el primer hotel de la marca Armani (en les primeres 39 plantes), 700 apartaments privats de luxe (plantes de la 45 a la 108), un mirador (planta 123), un observatori (planta 124) i oficines (la resta de les plantes fins a la planta 156).

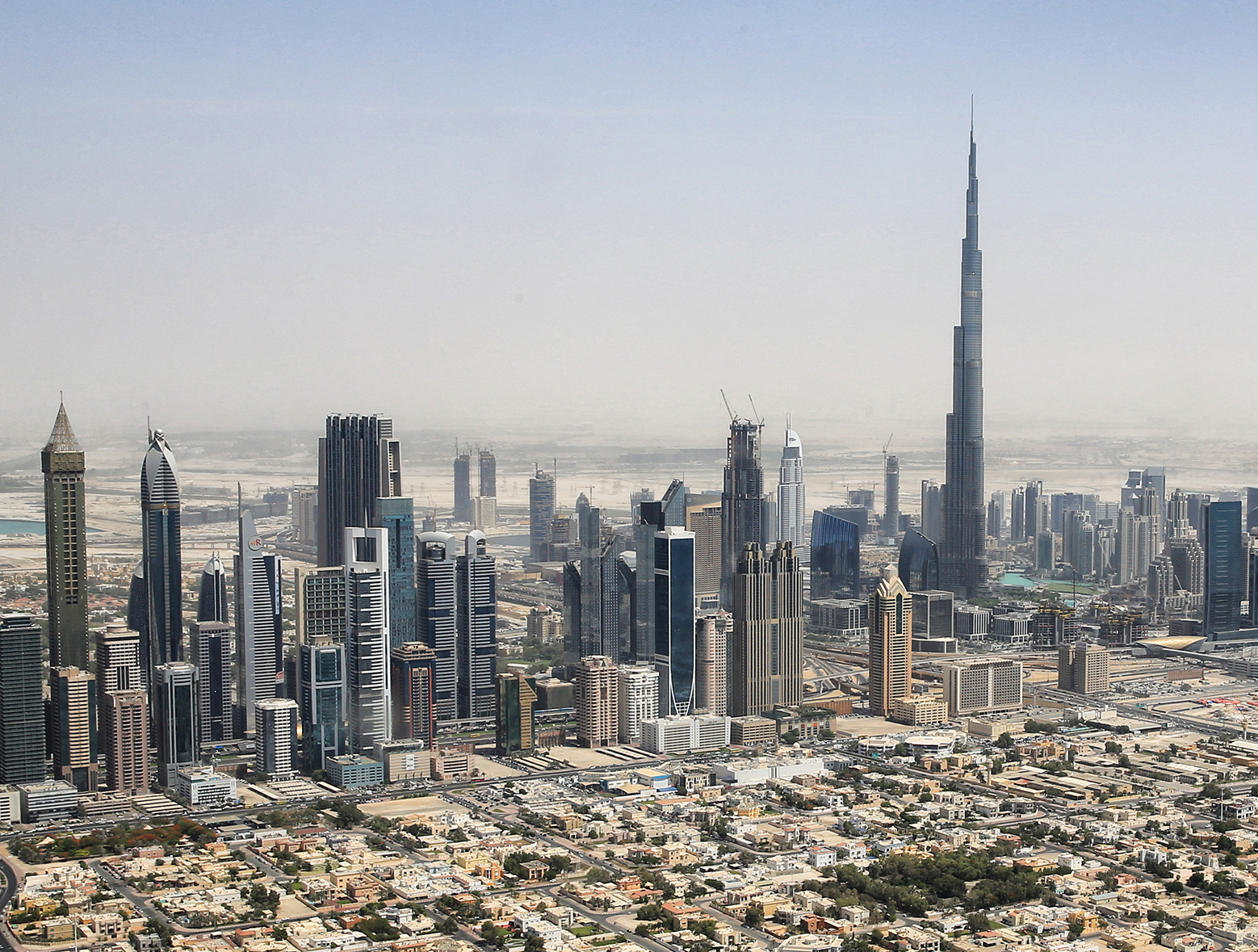
Vista aèria del Downtown Burj Dubai el maig de 2015

No obstant això, l'eventual regnat de la Burj Dubai com a estructura més alta pel que sembla serà efímer, ja que hi ha el projecte d'un gratacel de 1400 metres d'alçada: la Torre Al-Burj del grup Nakheel, també a la ciutat de Dubai. Aquesta obra va ser aturat el 2009 i finalment abandonat pel grup Nakheel, per raons financeres. També altres dos gratacels aprovats superaran el quilòmetre d'altura: la Torre de Mubarak al-Kabeer amb 1.001 metres d'altura, a Kuwait, i la Torre Murjan, un altre gratacel de 1.022 metres a Al-Manama (Bahrain).

## Elements singulars

### Font de Dubai
A l'exterior hi ha la Font de Dubai, amb un sistema designat per WET Design, la companyia californiana responsable de les fonts del Bellagio Hotel Lake de Las Vegas. Va costar 800 milions de Dh i compta amb la il·luminació de 6.600 llums i 50 projectors de colors. Fa 275 metres i llença aigua 150 m. enlaire, acompanyada per música contemporània àrab i mundial. El 26 d'octubre, Emaar va anunciar que s'anomenaria Dubai Fountain sobre els resultats d'un concurs per trobar-hi nom.

### Plataforma d'observació
El 5 de gener de 2010 es va inaugurar una plataforma exterior d'observació a la planta 124. És la tercera plataforma d'observació més alta del món i la segona més alta a l'exterior, a 452 m. Compta amb el Telescopi Behold, un dispositiu de realitat augmentada desenvolupat per gsmprjct°, de Mont-real, que permet els visitants veure el paisatge del voltant a temps real, i veure imatges enregistrades anteriorment en diversos moments del dia i en condicions climàtiques diferents. Per gestionar el volum diari d'observadors, els visitants poden comprar tiquet per avançat.
El 8 de febrer de 2010, es va tancar al públic la plataforma d'observació després que problemes amb el subministrament elèctric provoquessin que un ascensor quedés penjat entre dues plantes, atrapant un grup de turistes durant 45 minuts. Finalment va reobrir el 4 d'abril de 2010.

### Parc de Burj Khalifa
Burj Khalifa es troba envoltat per un parc d'11 hectàrees, dissenyat pels arquitectes paisatgistes del SWA Group. El parc té sis elements d'aigua, jardins, passeigs de palmeres, i arbres de flor. Al centre del parc i a la base de Burj Khalifa hi ha l'espai aquàtic, on hi ha una sèrie de basses i fonts d'aigua. A més, les baranes, bancs i senyalització incorporen imatges de Burj Khalifa i de la flor Hymenocallis.
El reg de les plantes i arbusts es fa a partir del sistema de condensació de l'edifici que fa servir aigua de la instal·lació de refrigeració. El sistema proporciona 68.000.000 de litres anualment. Els sis elements d'aigua del parc van ser dissenyats per WET designers, desenvolupadors també de la Dubai Fountain.

## Construcció

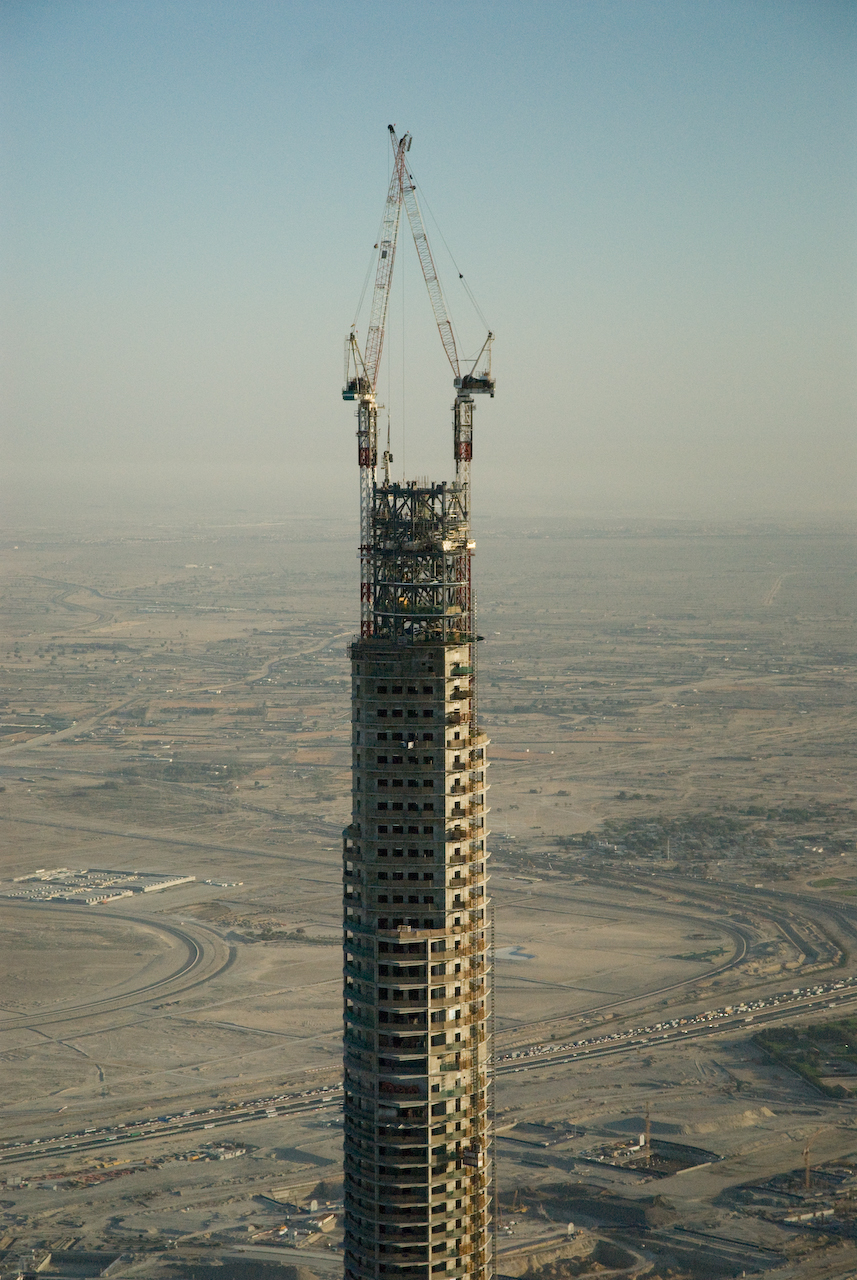
Aproximació aèria a Burj Khalifa en construcció, març de 2008

Samsung Engineering & Construction va edificar la torre conjuntament amb la constructora belga Besix i amb Arabtec, dels Emirats Àrabs Units. El Project Manager del contracte principal va ser la Turner Construction Company.
El sistema estructural principal de Burj Khalifa està basat en el formigó armat. Es van fer servir uns 45.000 m3 de formigó, amb un pes d'unes 110.000 tones, per fer els fonaments de formigó i acer, amb 192 pilons: cada piló fa 1,5 metres de diàmetre x 43 metres de longitud, enterrats a més de 50 meters de profunditat. A la construcció del Burj Khalifa es van fer servir 330.000 m3 de formigó, 55.000 tones d'acer corrugat, i van ser necessàries 22 milions d'hores de feina. El formigó que es va fer servir per als fonaments va ser d'alta densitat i baixa permeabilitat.
Es va fer servir un sistema de protecció catòdica sota els fonaments per minimitzar els efectes perjudicials dels productes químics corrosius a l'aigua subterraǹia. El maig de 2008 es va bombar el formigó a una alçada de 606 metres, que aleshores era rècord mundial, la planta 156. En la construcció dels nivells més elevats es van utilitzar tres grues torre, cadascuna amb una capacitat per carregar 25 tones. La resta de l'estructura per sobre es va fer amb acer lleuger.
Burj Khalifa està molt compartimentat. És pressuritzat i, aproximadament cada 35 plantes, té una planta tècnica de refugi amb aire condicionat perquè la gent s'hi pugui refugiar en cas d'emergència per incendi en el llarg recorregut de sortida cap a l'exterior.
Es va barrejar diversos tipus de formigó per suportar les pressions extremes originades pel pes de l'edifici; tal com passa amb les construccions de formigó armat, es van fer proves de cada remesa de formigó per assegurar-se que podria suportar aquestes pressions. CTL Group, treballant per SOM, va fer les proves, fonamentals per a l'anàlisi estructural de l'edifici.
En aquest projecte era essencial aconseguir que el formigó tingués gran consistència. Era difícil crear un formigó que pogués resistir tant els milers de tones de pes com les altíssimes temperatures del Golf Pèrsic, que poden arribar als 50 °C. Per combatre aquest problema, el formigó no s'abocava durant el dia. A més, durant els mesos d'estiu es va afegir gel a la barreja i es va formigonar de nit, quan l'aire era més fresc i la humitat més alta. Una barreja més fresca de formigó té una curació més uniforme per la qual cosa hi ha menys possibilitats que s'endureixi massa de pressa i s'esquerdi. Si haguessin aparegut fissures significatives, el projecte sencer podria haver estat en perill.
Els reptes únics de disseny i enginyeria de l'edifici Burj Khalifa han estat documentats per ser emesos en format televisiú, incloent-hi la sèrie Big, Bigger, Biggest del National Geographic i els canals de Five, i la sèrie Mega Builders del Discovery Channel.

### Fites
- Gener de 2004: Comencen les excavacions.[37]
- Febrer de 2004: S'inicia el pilotatge.[37]
- 21 de setembre de 2004: Emaar contractors comencen la construcció.[38]
- Març de 2005: S'inicia l'estructura de Burj Khalifa.[37]
- Juny de 2006: S'assoleix la planta 50.[37]
- Febrer de 2007: Supera la Torre Willis com l'edifici amb més plantes.
- 13 de maig de 2007: Estableix el rècord de bombament vertical de formigó en un edifici amb 452 metres, superant els 449,2 m. de bombament durant la construcció del Taipei 101, mentre el Burj Khalifa assolia la planta 130.[37][39]
- 21 de juliol de 2007: Supera el Taipei 101, que té una alçada de 509,2 metres, esdevenint l'edifici més alt del món, assolint la planta 141.[37][40]
- 12 d'agost de 2007: Supera l'antena de la Torre Willis, que es troba a 527,3 metres.
- 12 de setembre de 2007: Amb 555,3 metres, esdevé l'estructura més alta del món, superant la CN Tower de Toronto, i s'assoleix la planta 150.[37][41]
- 7 d'abril de 2008: Amb 629 metres, supera l'antena KVLY-TV per ser la construcció més alta.[37][42]
- 1 de setembre de 2008: Arriba als 688 metres d'altitud, fita que la corona com l'estructura artificial més alta de tots els temps, superant l'anterior rècord que tenia la Torre de ràdio de Varsòvia (Polònia) de 646,38 metres.[43]
- 17 de gener de 2009: Arriba a la fita final de 829,84 metres.[44]
- 1 d'octubre de 2009: Emaar Properties anuncia que s'ha completat l'exterior de l'edifici.
- 4 de gener de 2010: Se celebra la cerimònia d'obertura oficial de l'edifici. Burj Dubai és reanomenat Burj Khalifa, en honor del xeic Khalifa bin Zayed Al Nahayan, president dels Emirats Àrabs Units i governant d'Abu Dhabi.[6]

### Cerimònia d'inauguració
L'obertura de Burj Khalifa va tenir lloc el 4 de gener de 2010. La cerimònia va incloure una exhibició de 10.000 focs artificials, raigs de llum projectats damunt i al voltant de la torre i altres efectes de so, llum i aigua. La il·luminació va anar a càrrec dels dissenyadors d'il·luminació britànics Speirs and Major Associates. Utilitzant 868 llums d'estroboscopi de gran abast integrats a la façana i l'agulla de la torre, van ser coreografiades diferents seqüències d'il·luminació, juntament amb més de cinquanta combinacions diferents d'altres efectes.
L'esdeveniment va començar amb un curtmetratge que descrigué la història de Dubai i l'evolució de Burj Khalifa, que va estar seguit d'una mostra de so, llum, aigua i focs artificials. La cerimònia va ser retransmesa en directe en una pantalla gegant a la Burj Park Island, així com diverses pantalles de televisió col·locades arreu del complex Downtown Dubai. Centenars de mitjans de comunicació de tot el món van informar en directe des del lloc. A més de la presència en els mitjans, s'esperava la presència d'unes 6.000 persones.

## Curiositats
- Burj Khalifa té a la planta 124 un lloc d'observació a 442 metres d'altitud.
- La superfície total de les finestres de vidre ateny uns 127.500 m² (12,75 hectàrea)
- La quantitat d'electricitat que podria emprar equival a tenir encesos uns 360.000 focus de 100 watts alhora.
- El sistema d'abastament d'aigua ha de menester uns 946.000 litres d'aigua diaris
- Els elevadors panoràmics pugen a 10 m/s, és a dir a 36 km/hora.
- Els elevadors interiors tenen una velocitat de 18 m/s, és a dir gairebé 65 km/hora.
- La llum de l'antena pot ser vista des de 95 quilòmetres als afores.
- És la primera estructura que fa l'home que trenca la barrera dels 700 i dels 800 metres. Cap estructura, incloent-hi antenes sostingudes per cables havia aconseguit aquesta proesa.

## Galeria
L'aspecte de la Burj Dubai ha canviat molt durant les obres. A sota es mostren fotografies de l'edifici en ordre cronològic.

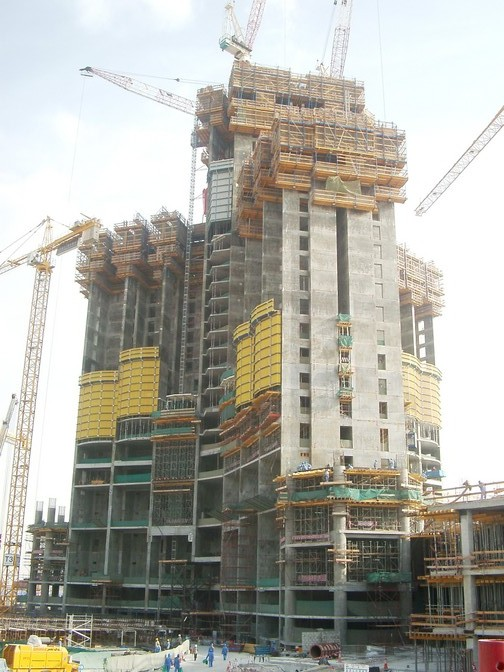
1-02-2006
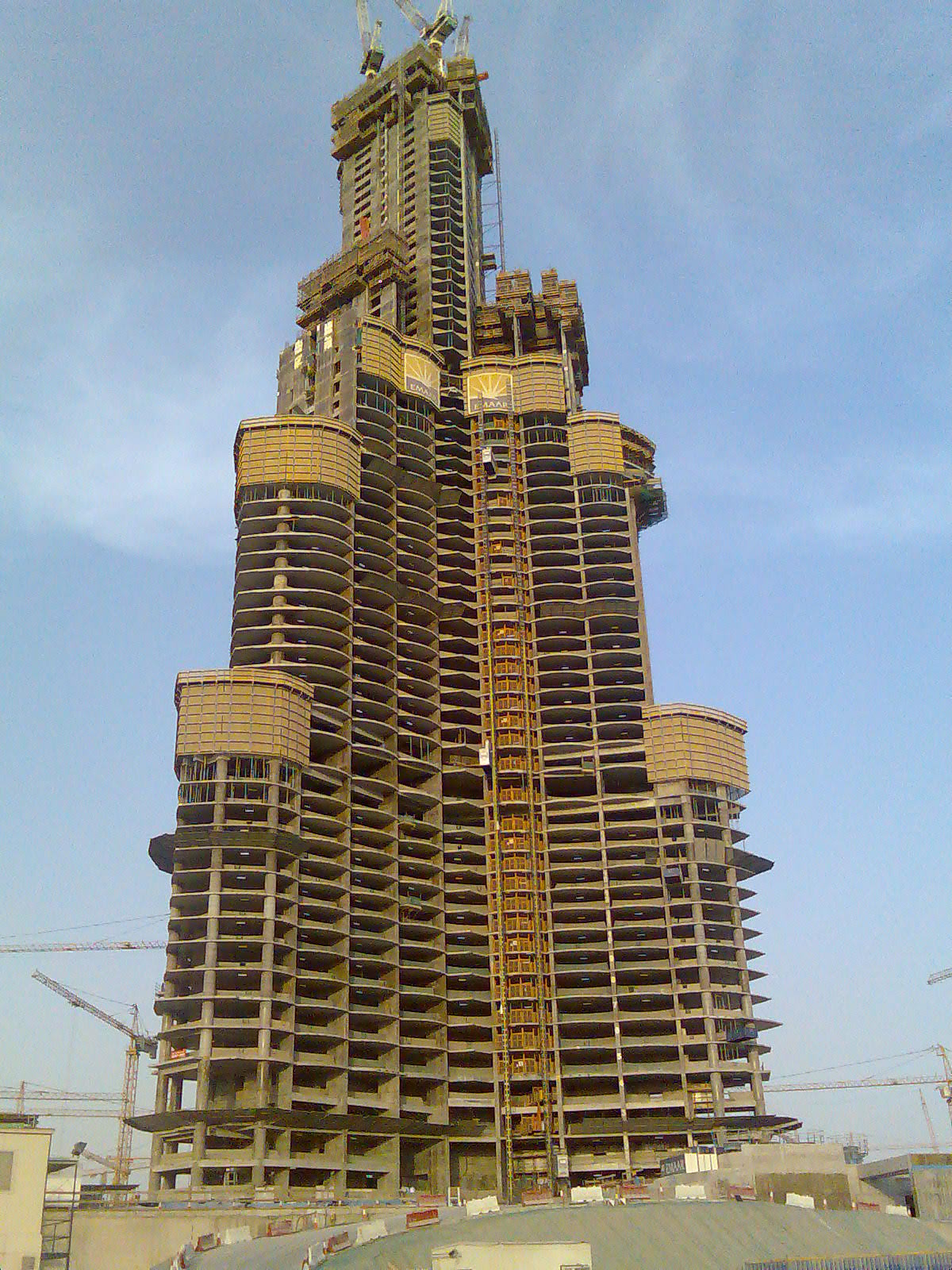
29-08-2006
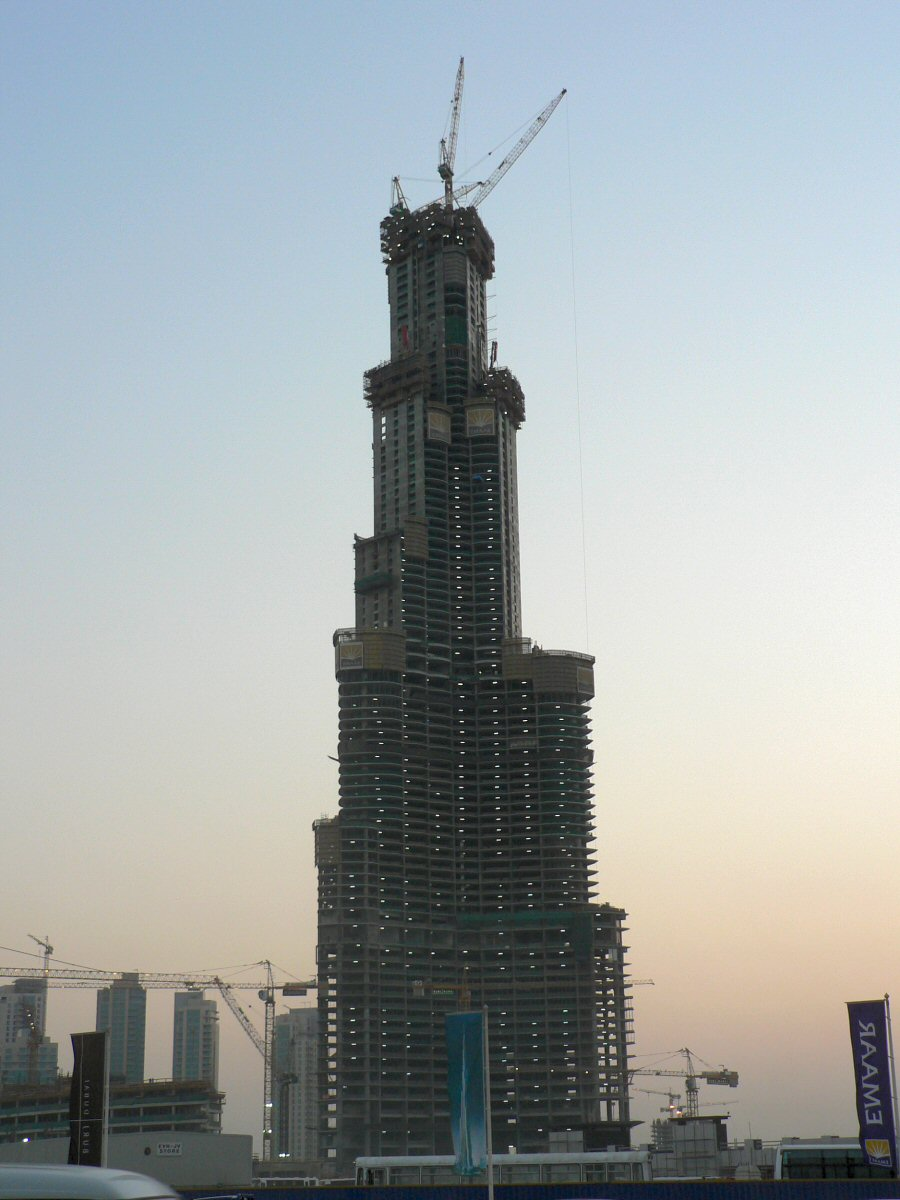
11-11-2006
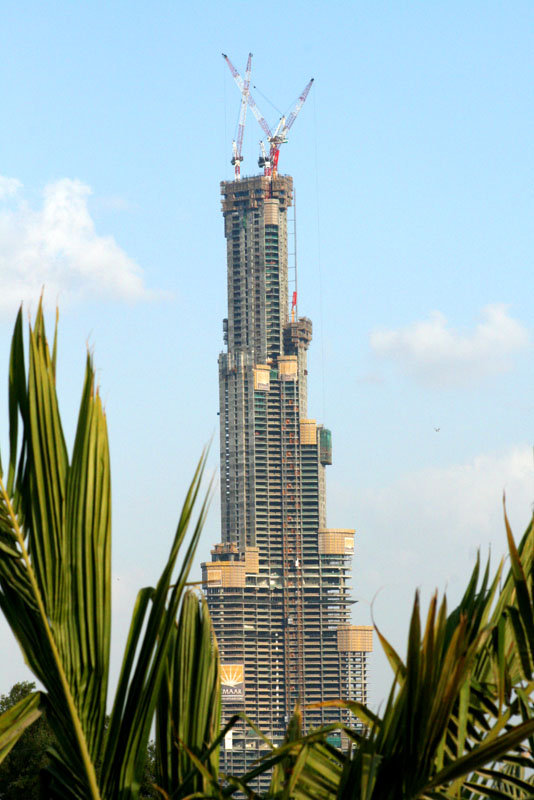
2-01-2007
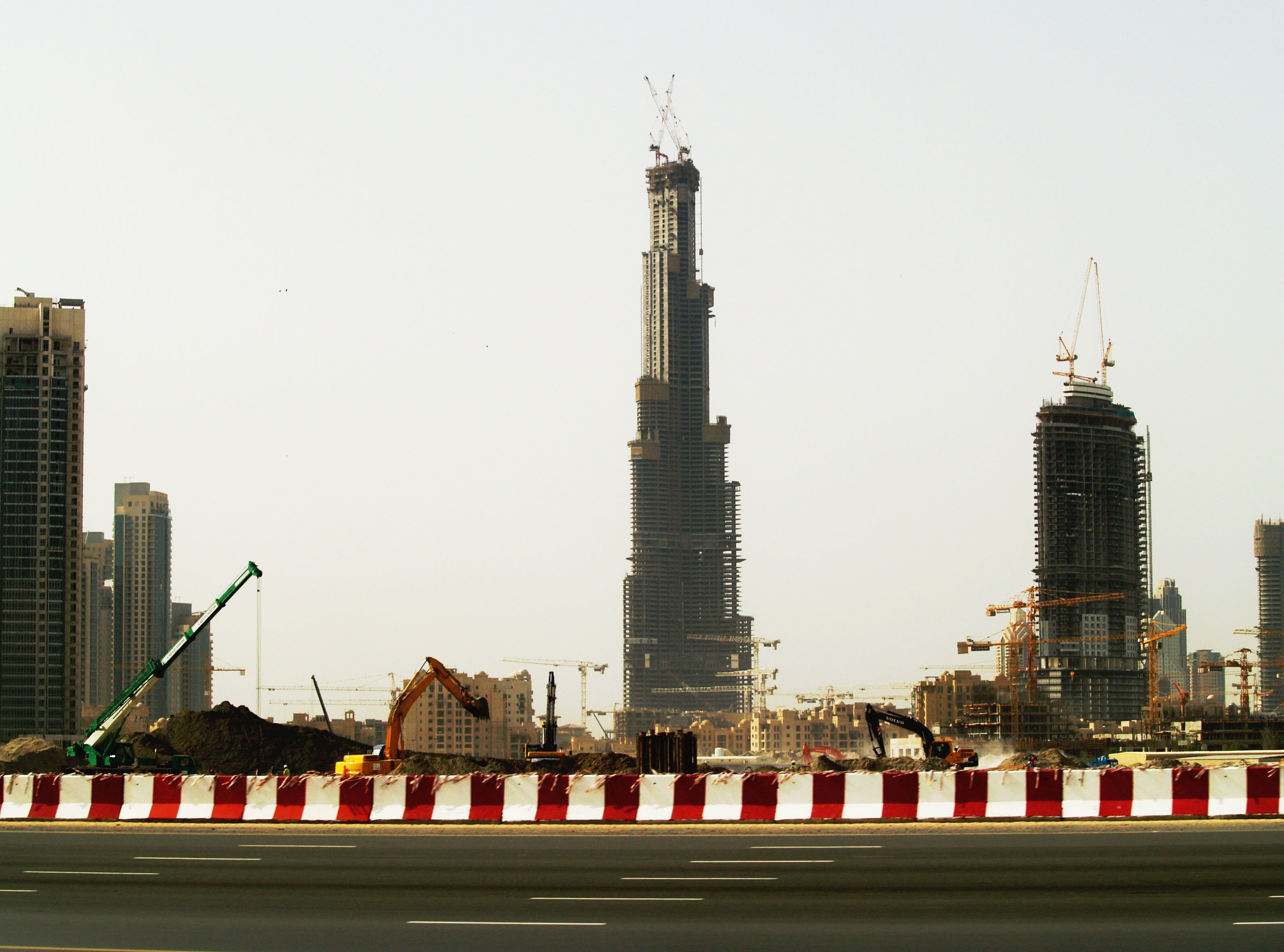
21-03-2007
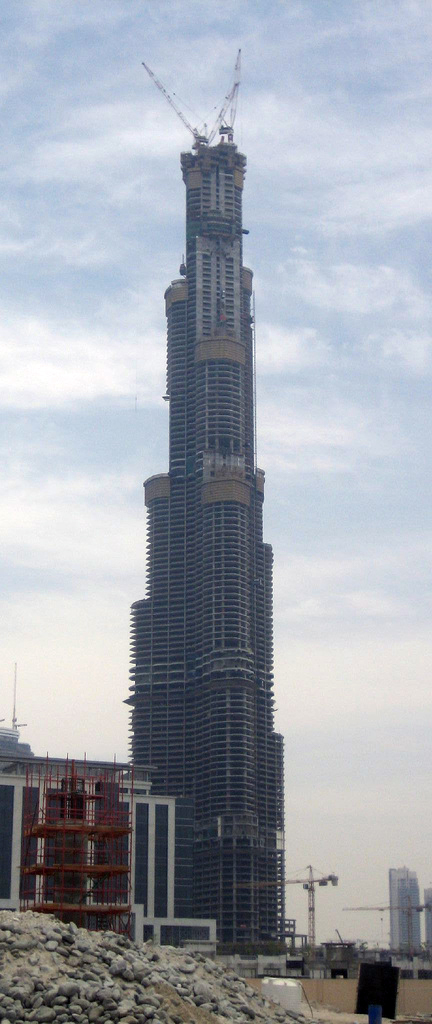
7-05-2007
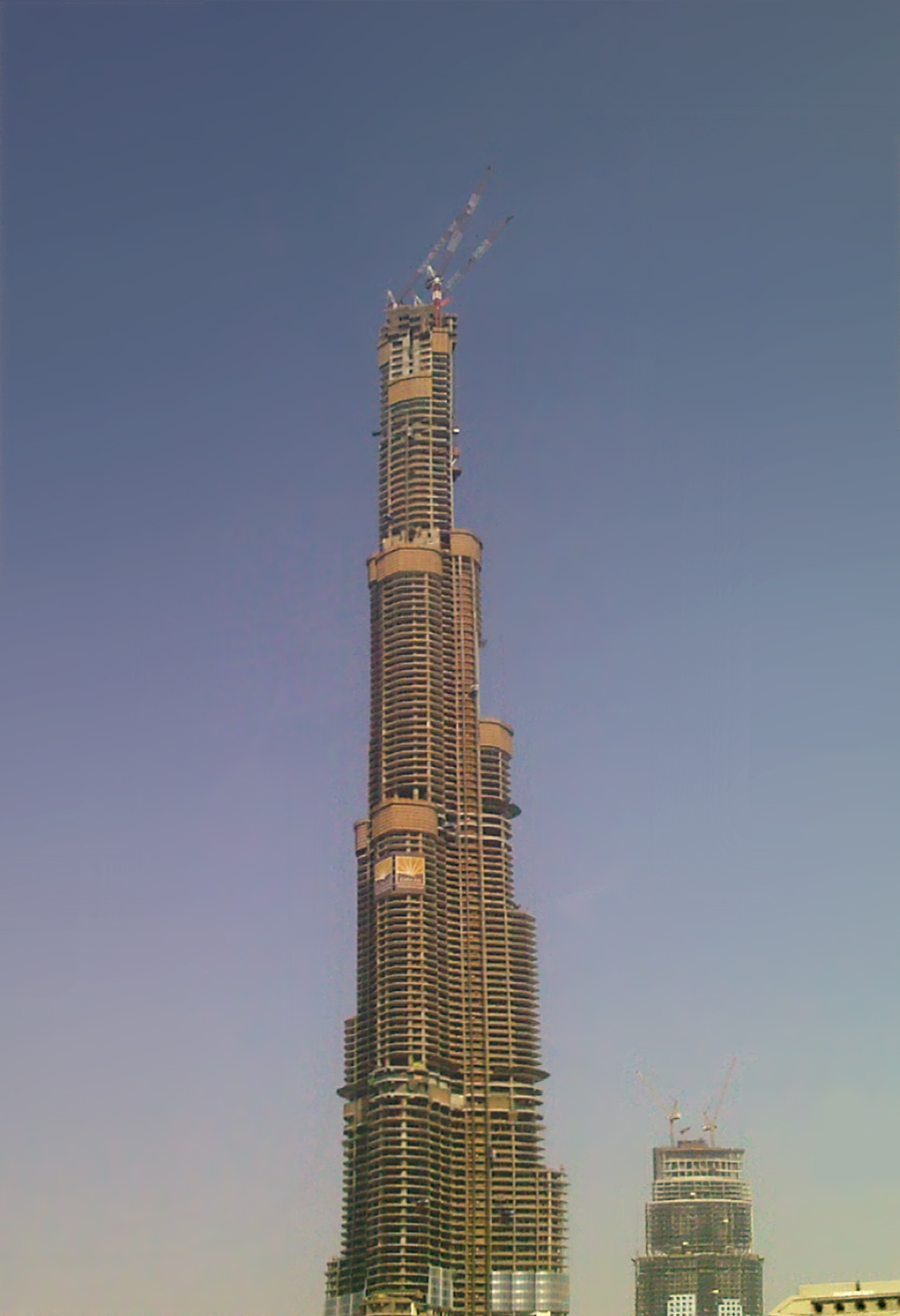
15-07-2007
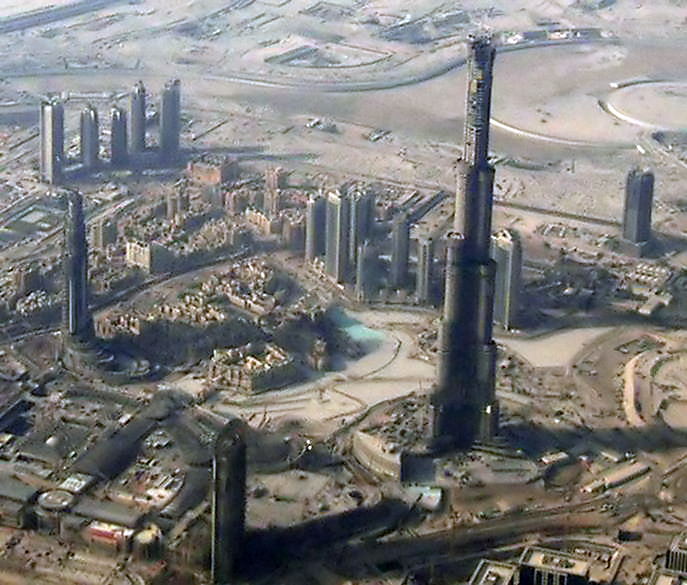
22-08-2007
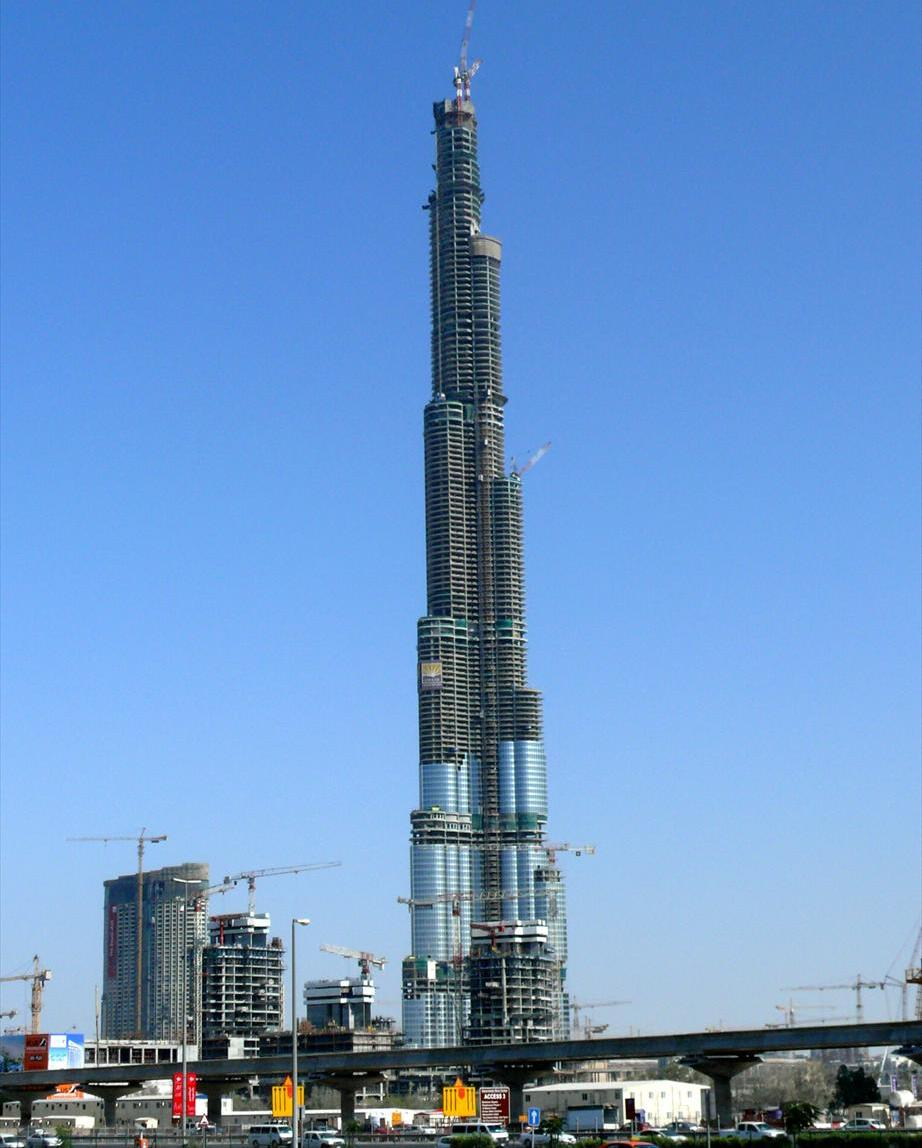
Novembre del 2007
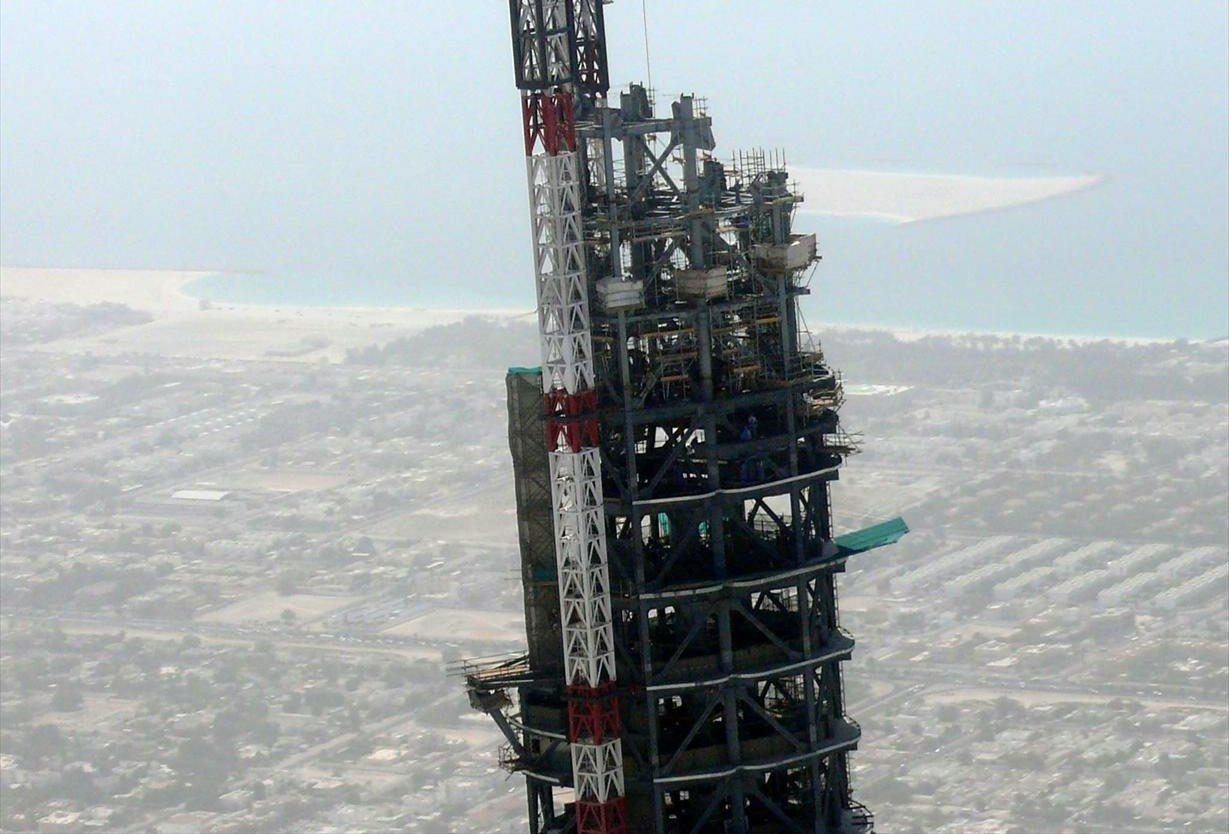
8-05-2008
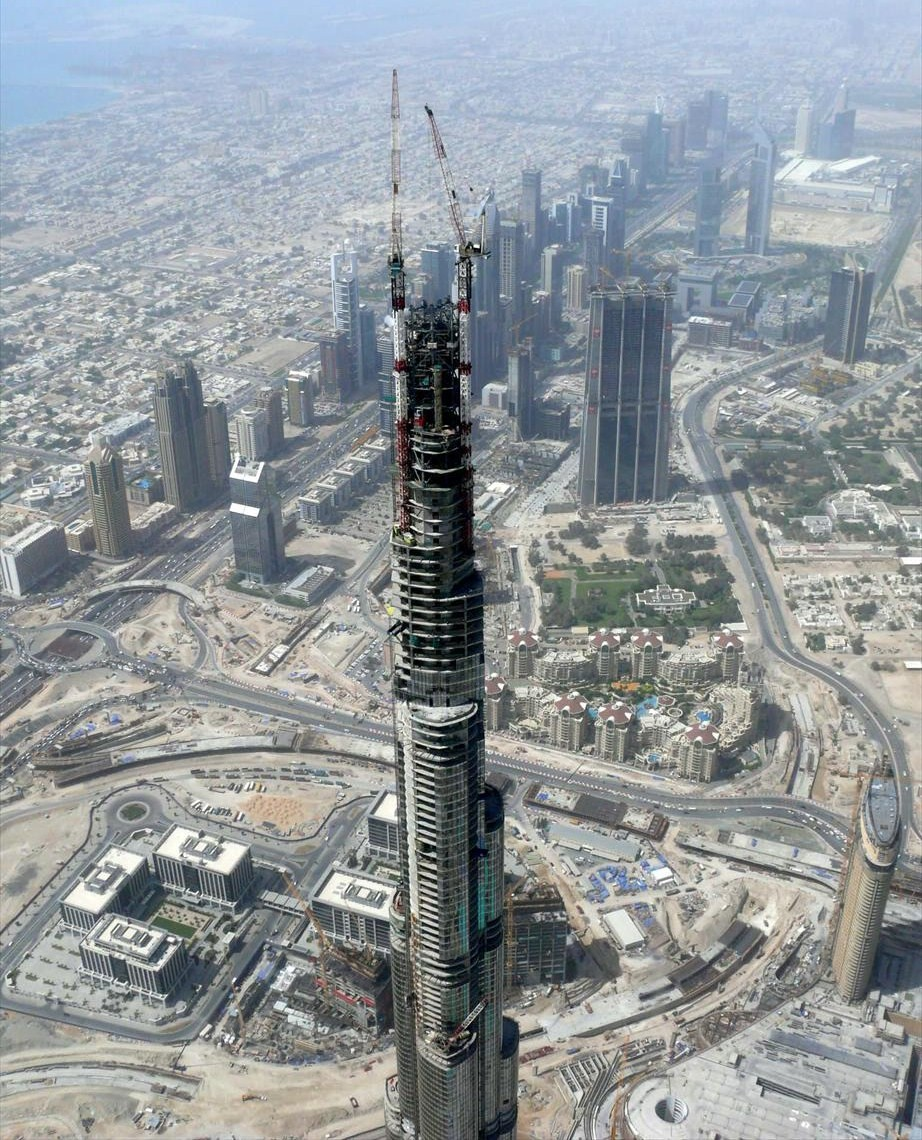
8-05-2008
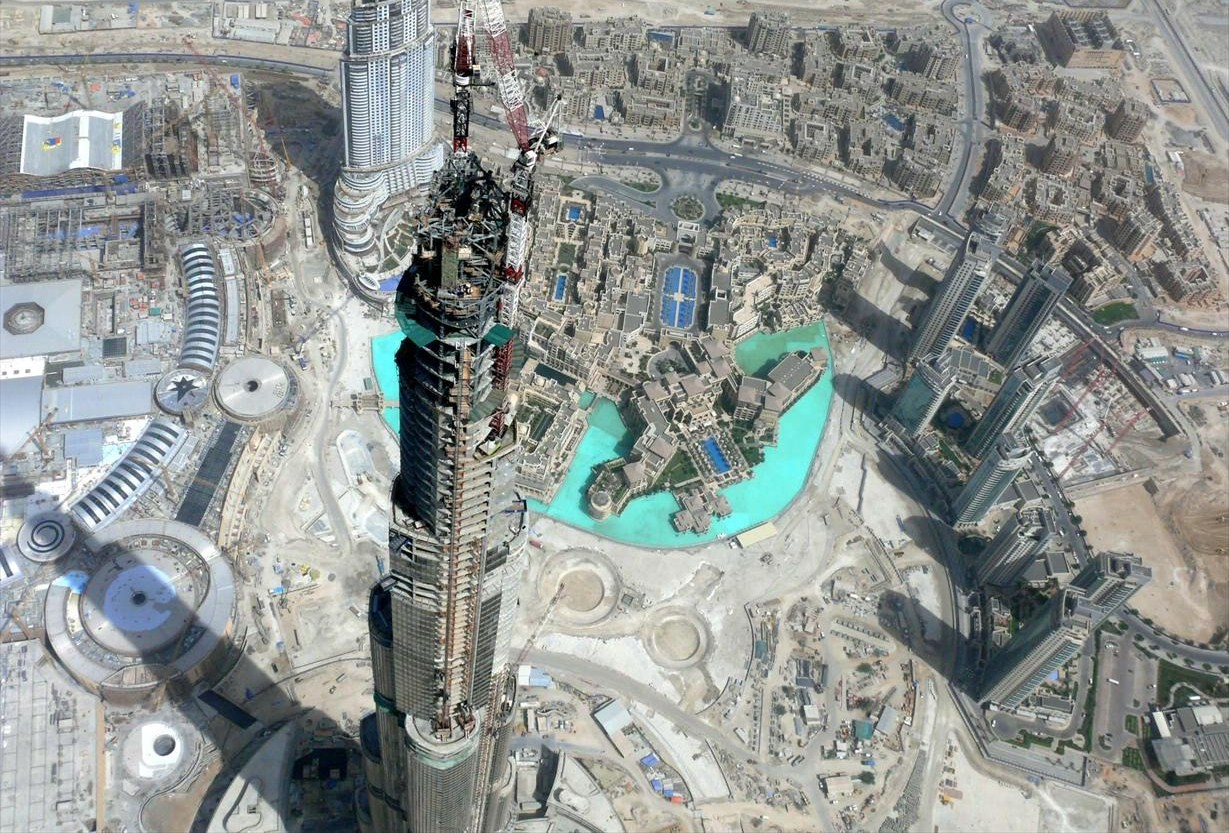
8-05-2008